# Uppsala Stadsteater

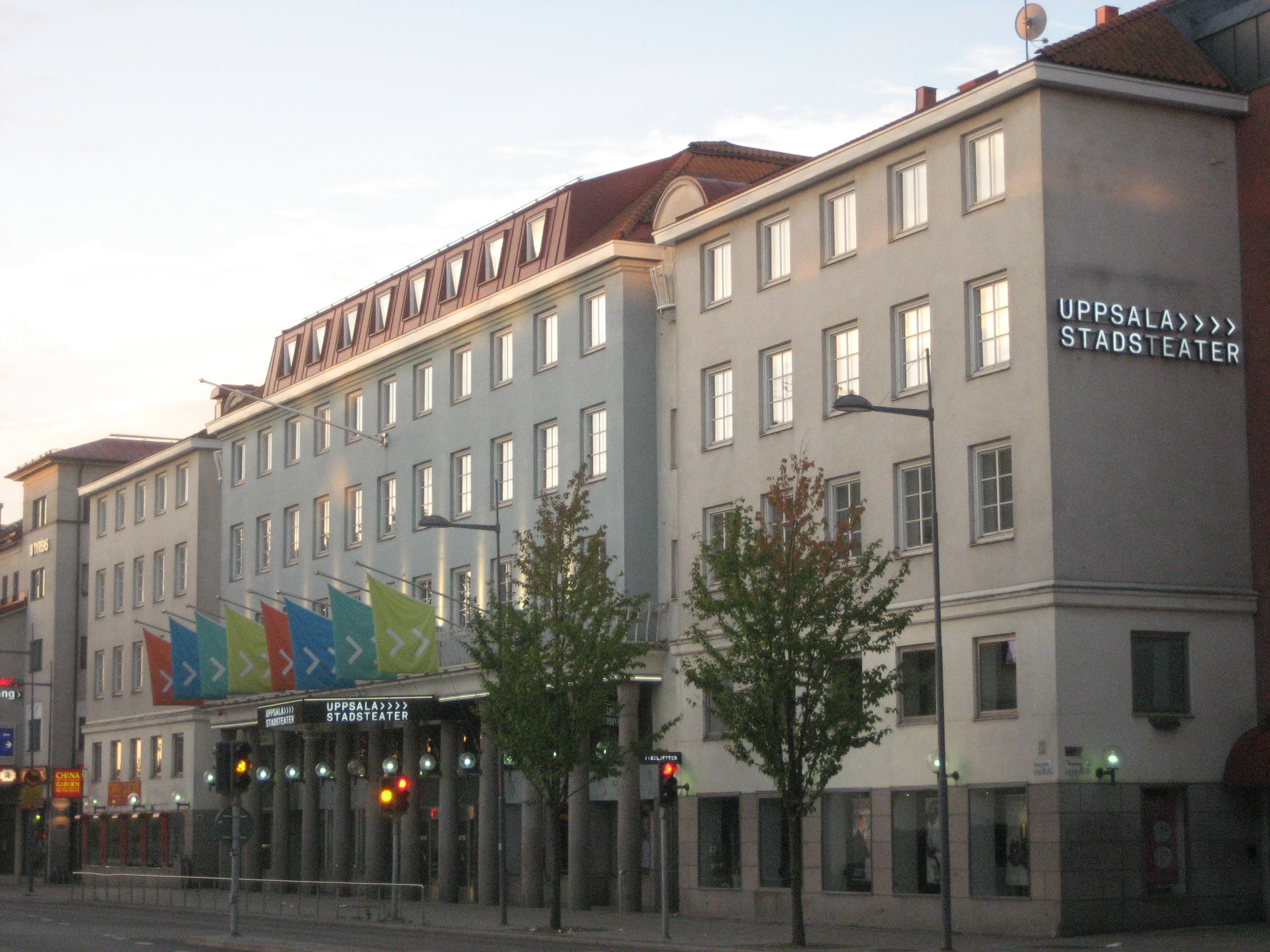
Uppsala Stadsteater

Das Uppsala Stadsteater (Theater der Stadt Uppsala) ist ein Theater in Uppsala, Schweden.

## Geschichte
Die Institution wurde im Jahr 1950 gegründet. Das Haus verfügt über drei Spielstätten:
- Hauptbühne mit 548 Sitzplätzen
- Kleine Bühne mit Kapazität für 100 Personen
- Wohnzimmer mit Platz für etwa 50 Personen